# Исеть (Свердловская область)
Исе́ть — посёлок в городском округе Верхняя Пышма Свердловской области России. С 1957 по 2004 год Исеть имела статус рабочего посёлка (посёлка городского типа).

## Название
Название произошло от реки Исети (в переводе с вогульского — много рыбы), которая вытекает из Исетского озера к юго-востоку от посёлка.

## География

### Общие сведения
Посёлок Исеть расположен на западном берегу Исетского озера-водохранилища. Неподалёку от посёлка находится исток реки Исети, вытекающей из озера. Посёлок находится к северо-западу от Екатеринбурга, к западу от Верхней Пышмы и Среднеуральска. В посёлке находится станция Исеть Свердловской железной дороги.
Соседние населённые пункты:
- к северо-западу от Исети — посёлок Сагра,
- к востоку — деревня Коптяки, посёлок Кирпичный (за рекой Исетью) и город Среднеуральск (за Исетским озером),
- к юго-востоку — посёлок Гать.

### Климат
Исеть расположена на широте 57°. Климат континентальный, максимальная годовая амплитуда температурных колебаний от −45° до +38 °C.
- Средняя температура января: −16 °.
- Средняя температура июля: 17,4 °.
- Постоянный снежный покров: 10 ноября — 10 апреля.
- Годовая норма осадков: 430—500 мм.
- Высота снежного покрова: 40 см.
- Толщина промерзания грунта: 1,8 м.
- Полное оттаивание грунта — конец мая.
- Максимальная продолжительность солнечного периода сияния — в июле 269 часов, минимальная — в декабре — 213 часов.
- Преобладание направления ветра — западное.
- Средняя скорость ветра — 3,6 м/с.

### Рельеф
Территория посёлка Исеть расположена в полосе восточных предгорий Среднего Урала. Низкие предгорья по своей морфологии являются остаточными горами и определяют холмисто-увальный тип рельефа. Рельеф характеризуется наличием горных хребтов и широтно-вытянутых горных долин разной величины. Относительно устойчивые породы образуют многочисленные сопки с покатыми, а местами крутыми склонами. Для гор характерны куполообразные вершины и плавные силуэты увалов. Склоны их покрыты лесом. Вершины сопок и их крутые склоны во многих местах несут на себе скалы — останцы причудливой формы. Основу горных пород района составляют граниты и гранодиориты.
Рельеф местности своеобразен и характеризуется сочетанием ровных плато (в основном заболоченных) и небольших тальвегов. Абсолютные отметки местности колеблются от 252 до 330 метров. В основном уклоны колеблются от 0,5 % до 10 %. В восточной части вдоль берега Исетского озера встречаются заболоченные участки. В целом территория населённого пункта по уклонам относится к ограниченно благоприятной для жилищного и промышленного строительства.

### Гидрография
Главный водоём посёлка — Исетское озеро (длина около 8 км), или Исетское водохранилище. Озеро служит для хозяйственно-питьевого водоснабжения посёлка.
В Исетское озеро в районе посёлка впадают реки:
- Жуженка (протяжённость — 1,4 км),
- Кедровка (протяжённость — 1,3 км),
  - Берёзовка (правый приток Кедровки, протяжённость — 0,91 км)[4].

### Инженерно-геологические и гидрогеологические условия
Посёлок располагается в пределах Верх-Исетского гранитного массива, представленного гранитами, платогранитами, перекрытыми с поверхности маломощным (0 — 2,6 м) чехлом четвертичных глинисто-суглинистых отложений, подстилающихся мезозойскими корами выветривания дресвяно-щебенистого состава мощностью до 4 метров.
Подземные воды приурочены к верхней трещинной зоне коренных пород, залегают на глубине от первых метров в долинах рек до 15-20 метров. и более на приводораздельных участках и недостаточно защищены от поверхностного загрязнения.

### Полезные ископаемые
Из разведанных запасов полезных ископаемых вблизи территории посёлка промышленному освоению подлежат месторождения строительного камня (Исетский гранитный массив). Запасы строительных материалов (щебня, гранита) позволяют развивать отрасль промышленности строительных материалов: производить железобетонные конструкции, изделия из стекла, гранита.

## История
Станция Исеть была основана во время прокладки Горнозаводской железной дороги в феврале 1870 года.

Комитет железных дорог по представлению министра путей сообщения постановил признать Уральскую железную дорогу «Совершенно необходимой включить в число дорог самонужнейших»
В июне 1871 года были начаты изыскания трассы, а летом 1875 года началось строительство. 27 февраля 1878 года по всей линии от Перми до Екатеринбурга прошёл первый рабочий поезд. 1 (13) октября 1878 года по ней открылось регулярное движение. Станция Исеть выполняла и до сих пор выполняет важную роль по обслуживанию дороги. На топографической карте 1930-х годов на станции значилось несколько домов, водонапорная башня, пожарная вышка.
18 октября 1878 года при станции Исеть Уральской горнозаводской железной дороги, соединившей Пермь и Екатеринбург, основан посёлок Исеть.
В 1922 году был открыт гранитный карьер, позже появились завод мостовых железобетонных конструкций и щебёночный завод.
11 октября 1957 года посёлок Исеть отнесён к категории рабочих посёлков, а Исетский сельсовет преобразован в Исетский поссовет, в подчинение которому были переданы поселения: ж/д ст. Шувакиш, ж/д ст. Сагра, ж/д площадка Гать.
В 2004 году Исеть утратила статус посёлка городского типа. 1 октября 2017 года был упразднён Исетский поссовет.

## Население
| 1959 | 1970  | 1979  | 1989  | 2002  | 2010  | 2021  |
| ---- | ----- | ----- | ----- | ----- | ----- | ----- |
| 5900 | ↘3843 | ↘3579 | ↗3612 | ↘3244 | ↘3215 | ↘3087 |

## Инфраструктура
В Исети есть учреждение культуры со зрительным залом на 130 мест, библиотека, общеобразовательная школа, детский сад, базы отдыха, ОВП, пожарная часть, участковый пункт полиции межмуниципального отдела МВД России «Верхнепышминский», отделения «Почты России» и Сбербанка. Кроме того, есть база отдыха «Солнечный берег», небольшой стадион и хоккейный корт.

## СМИ
Местным печатным источником является газета «Исетские Вести».

## Промышленность
- Исетский гранитный карьер,
- лесопильня,
- щебёночный завод,
- логистический центр «Исеть».

## Транспорт
Автомобильная дорога до Среднеуральска, откуда можно проехать в Верхнюю Пышму и Екатеринбург.
Общественный транспорт:
- Электропоезда по направлениям в Екатеринбург и Нижний Тагил.
- Автобусный маршрут № 110 Исеть — Среднеуральск — Верхняя Пышма.
- С февраля 2012 года осуществляется ежедневный маршрут № 337 Исеть — Среднеуральск — Екатеринбург (Северный автовокзал). Отправляется каждые полчаса.

## Достопримечательности
Рядом с Исетью находится горнолыжный комплекс, в нескольких километрах расположены уникальные природные памятники — скалы Петра Гронского и Чёртово Городище, а также горы Брусничная, Полднёвка и другие.

## Галерея
- Жилой дом в посёлке
- Жилой дом в посёлке
- Жилые дома в посёлке
- Жилые дома в посёлке
- Стела «Слава труду»